# 로이 킨
로이 모리스 킨(영어: Roy Maurice Keane, 1971년 8월 10일 ~ )은 아일랜드의 축구 선수 출신 축구 감독, 평론가이다.
킨은 불굴의 정신과 성공에 대한 열망을 지닌 전형적인 선수이다. 그는 다혈질적인 성격으로 유명했으며, 맨체스터 유나이티드의 주장으로서 팀의 황금기를 이끈 최고의 중앙 미드필더다. 알렉스 퍼거슨 감독은 "지금까지 함께 한 선수 중 로이 킨이 단연 최고이며, 로이 킨은 자신이 열정적으로 경기하는 모든 곳에서 축구 선수와 맨유에 영감을 불러 일으키는 존재"라고 칭했다. 선수 시절 그는 박스-투-박스 미드필더로서 엄청난 활동량과 뛰어난 수비력 그리고 좋은 패싱력을 보유한 뛰어난 중앙 미드필더였다.

## 선수 경력
아일랜드 코크 출신의 중앙 미드필더인 로이 킨은 잉글랜드 축구에서 견습 선수 자격을 얻지 못하자 코브 램블러스에서 선수 생활을 시작하였다. 1990년 노팅엄 포리스트로 이적을 했고, 1993년 여름 375만 파운드의 금액으로 올드 트래퍼드의 맨체스터 유나이티드로 합류하였다.
그는 3-0으로 승리한 셰필드 유나이티드 상대의 홈 데뷔전에서 두 골을 기록하였고, 그 시즌에 프리미어십 메달 일곱 개 중 첫 번째 메달을 목에 걸었으며, 그 밖에도 UEFA 챔피언스리그 한 번, 인터콘티넨털컵 한 번 및 FA컵 네 번의 우승을 기록하였다.
그는 1997-98 시즌부터 에리크 캉토나에 이어 팀의 주장을 맡았다. 그러나 1997년 9월 리즈 유나이티드와의 경기에서 자신이 알프잉에 홀란에게 한 무리한 태클로 인해 무릎 십자 인대가 손상되어 시즌을 마감했으나, 이후 2001년 당시 맨체스터 시티로 팀을 옮긴 홀란에게 다시 태클을 하여 그에게 부상을 입혔다.
1998-99 시즌 역사적인 트레블을 향해 나아가는 과정에서 그는 아스널을 상대로 승리를 거둔 FA컵 준결승에서 퇴장을 당했고, 이어 유벤투스와의 UEFA 챔피언스리그 준결승 2차전에서 헤딩골을 포함 영웅적인 활약으로 3대2 역전극을 이끌었으나 옐로카드를 받았기 때문에 경고 누적으로 결승전에서의 영광을 맛보지 못한다.
그는 2002년 FIFA 월드컵 개막을 앞두고 있던 아일랜드 국가대표팀의 사이판섬 전지훈련 도중에 당시 아일랜드 국가대표팀 감독이었던 믹 매카시와의 불화를 이유로 팀을 떠나 홀로 귀국하기도 했다. 2004년 5월 브라이언 커 감독이 이끄는 대표팀에 다시 복귀하였다. 그러나 아일랜드 국가대표팀이 2006년 FIFA 월드컵 본선에 진출하지 못하게 되자, 킨은 국가대표팀 은퇴를 선언하였다. 2005년 9월 리버풀과의 경기에서 부상을 입었은 후, 그는 유명했던 '키노게이트' 사건으로 상호간에 계약 해지로 맨체스터 유나이티드를 떠나 셀틱에 합류해 시즌이 끝나고 2006년 5월 맨체스터 유나이티드와의 은퇴 경기에서 올드 트래퍼드 관중의 기립 박수 속에서 선수 생활을 마무리했다.

## 감독 경력
킨은 선수 은퇴 이후 2006년 8월 풋볼 리그 챔피언십의 선덜랜드 감독에 취임하였다. 그는 감독 첫 시즌인 2006-07 시즌 풋볼 리그 챔피언십 우승을 이끌어내어 팀을 프리미어리그로 승격시켰다. 그러나 2008년 12월 5일 선덜랜드의 리그 순위가 18위로 하락하자, 그는 팀의 구단주인 나이얼 퀸의 만류를 뿌리치고 스스로 사임하였다.
이후 그는 2009년 4월 23일 2년 계약에 입스위치 타운의 감독에 취임하였다.
2011년까지 입스위치 타운 감독으로 활동한 킨은 2013년부터 2018년까지 아일랜드 축구 국가대표팀 코치로, 2014년은 애스턴 빌라의 코치로 활동했다.

## 우승 경력

### 노팅엄 포리스트
- 풀 멤버스컵 : 1991-92

### 맨체스터 유나이티드
- 프리미어리그 : 1993-94, 1995-96, 1996-97, 1998-99, 1999-00, 2000-01, 2002-03
- FA컵 : 1993–94, 1995–96, 1998–99, 2003–04
- 커뮤니티 실드 : 1994, 1996, 1997, 2003
- UEFA 챔피언스리그 : 1998-99
- 인터콘티넨털컵 : 1999

### 셀틱
- 스코티시 프리미어리그 : 2005–06
- 스코티시 리그컵 : 2005–06

## 감독

### 선더랜드
- 풋볼리그 챔피언십 : 2006-07

## 개인 수상
- 발롱도르 6위 : 1999
- 맷 버스비 경 상 : 1999, 2000
- PFA 올해의 팀 : 1992-93, 1996-97, 1999-00, 2000-01, 2001-02
- PFA 세기의 팀 : 2007
- PFA 올해의 선수 : 1999-00
- FWA 올해의 선수 : 1999-00
- ESM 올해의 팀 : 1999-00
- RTE 올해의 운동선수 : 1999
- 프리미어리그 이달의 선수 : 98년 10월, 99년 12월
- 프리머어리그 10주년 기념 올스타 : 2002
- 프리미어리그 20주년 기념 올스타 : 2012
- 아일랜드 올해의 선수상 : 1997, 2001
- 아일랜드 올해의 신인상 : 1993, 1994
- 챔피언십 이 달의 감독 : 07년 2월, 3월
- LMA 챔피언십 올해의 감독 : 2006-07
- 잉글랜드 축구 명예의 전당 : 2004
- 프리미어리그 명예의 전당 : 2021
- 명예 법학박사 학위 : 2002
- 올해의 코크인 : 2004
- FIFA 100 : 2004